# Germerio di Tolosa
Germerio di Tolosa (Angoulême, ... – 16 maggio 695 circa) è stato un vescovo franco.
È venerato santo dalla Chiesa cattolica e viene celebrato il 16 maggio (nell'anniversario della morte).
Contemporaneo di papa Giovanni III, nacque a Angoulême oppure, secondo una seconda tradizione, a Gerusalemme. Venne nominato vescovo di Tolosa intorno al 691.
Evangelizzò tutta la valle della Garonna è costruì un monastero presso Ox, un villaggio appartenente oggi al territorio di Muret.
Visse una vita austera fatta di digiuni, preghiera ed elemosina e la tradizione riporta diversi suoi miracoli, in particolare la guarigione di ammalati e l'aver fatto sgorgare una fonte di acqua viva lungo la strada per Boulaur, a pochi chilometri da Simorre, ancora oggi meta di pellegrinaggi.
Morì a Ox intorno al 695 ed è sepolto nella chiesa di Saint Jacques di Muret.
Molte cittadine in Francia lo riconoscono come proprio santo patrono.